# オープンソースの定義
オープンソースの定義（オープンソースのていぎ、英: The Open Source Definition、略称：OSD）とは、オープンソース・イニシアティブ（OSI）により策定され、文書としてまとめられた「オープンソース」の定義である。この定義はDebianフリーソフトウェアガイドラインを基にしている。

## 内容
「オープンソースの定義」はオープンソースを名乗るソフトウェアが満たすべき条件として以下の要件を挙げている。
1. 自由な再頒布
2. ソースコード（「ソースコード公開」も含む自由な利用）
3. 派生物（Derived Works. 派生物の自由な利用）
4. 原著作者のソースコードとの区別 (Integrity) - これはTeXなどパッチのみの配布を要求するソフトウェアをOSDに合致させるための妥協の産物である。
5. 特定人物・集団に対する差別の禁止 - たとえば「特定国家への輸出を禁ずるソフトウェア」はOSDに合致しない。
6. 使用分野 (Fields of Endeavor) に対する差別の禁止 - 例えば「兵器への利用を禁ずるソフトウェア」はOSDに合致しない。
7. ライセンスの権利配分（Distribution of License. ライセンスが再頒布者に認める権利は差別なく与えなければならない。）
8. ライセンスは特定製品に限定してはならない
9. ライセンスは他のソフトウェアを制限してはならない - 著作物として別個のものと明確に定義できる各ソフトウェアはそれぞれ別のライセンスであってもよい（例えば一方がオープンソースライセンスであっても他方はプロプライエタリであってもよい）。GPLもこの条件に合致している（"集積物の別の部分と見なされるパッチ"を参照）。
10. ライセンスは技術中立 (Technology-Neutral) でなければならない - ライセンスに特定技術に依存するような条項があってはならない。例えばクリックラップ（英語版）などのソフトウェア利用許諾契約は、GUIのクリック操作という、契約に対する明確な同意の意思表示を強要する。仮に「クリックラップ」条項が含まれたオープンソースソフトウェアをCUI環境でしか動作しないソフトウェアに組み込んだ場合に問題が発生する。

## 定義への準拠
オープンソース・イニシアティブはオープンソースの定義に準拠したソフトウェアをオープンソース・ソフトウェア、定義に準拠したライセンスをオープンソースライセンスとして承認している。
オープンソースの定義はソフトウェアの在り方を定義しており、その定義を準拠したソフトウェアはオープンソース・ソフトウェアである。
オープンソース・イニシアティブはコンピュータプログラムのライセンスがこの定義に合致しているかをライセンス認証プロセスにてチェックし、オープンソースライセンスとして承認している。

## 関連する宣言

### Debianフリーソフトウェアガイドライン
Debianは同団体のソフトウェアパッケージに含まれるソフトウェアが準拠すべきガイドラインとして「Debianフリーソフトウェアガイドライン」を掲げている。
オープンソースの定義は、Debianプロジェクトでブルース・ペレンズにより作成されたDebianフリーソフトウェアガイドラインを基にしている。

### FSF 自由ソフトウェアの定義
フリーソフトウェア財団（FSF）は自由ソフトウェアを定義するものとして、「自由ソフトウェアの定義」を掲げている。
自由ソフトウェア運動とオープンソース運動の根本的思想の違いにもかかわらず、フリーソフトウェア財団による「自由ソフトウェアの定義」とオープンソース・イニシアティブによる「オープンソースの定義」は、2、3の細かい例外を除いて、基本的には同一のソフトウェア、ソフトウェアライセンスを対象としている。フリーソフトウェア財団は思想的違いを強調すると同時に、次のようなコメントを述べて、ソフトウェアライセンスを図解している。
参考訳:

### Microsoft Open Specification Promise
マイクロソフトは仕様に準拠する範囲において、実装に対して特許を主張しない旨を約束した文書として「Microsoft Open Specification Promise」を掲げている。
マイクロソフトのプロプライエタリソフトウェアの互換製品を開発をする際、この約束によりオープンソースの定義と競合することなくソフトウェア開発をすることができる。